# Kammonsaari
Kammonsaari är en ö i Finland. Den ligger i sjön Suuri-Pieksä och i kommunen Kuopio i den ekonomiska regionen  Kuopio ekonomiska region  och landskapet Norra Savolax, i den centrala delen av landet, 400 km nordost om huvudstaden Helsingfors. Öns area är 2,1 hektar och dess största längd är 290 meter i öst-västlig riktning.